# Hokejsko Drsalno Društvo Olimpija Ljubljana
L'HDD Olimpija Ljubljana (in sloveno Hokejsko Drsalno Društvo Olimpija Ljubljana) è stata una squadra professionistica slovena di hockey su ghiaccio. Giocava le proprie partite casalinghe alla Hala Tivoli di Lubiana.
L'Olimpija ha vinto 13 Campionati Jugoslavi e 11 Campionati sloveni, di cui 10 consecutivi (dal 1995 al 2004). 
Nella stagione 2007–08, la prima giocata nella lega sovranazionale EBEL, la squadra è giunta sino alle finali per il titolo che però ha perso (serie 2-4) contro l'EC Red Bull Salzburg.
Problemi finanziari hanno costretto la squadra allo scioglimento al termine della stagione 2016-2017.

## Denominazione
Il team ha cambiato più volte nome: 
- SK Ilrija (1929–1942)
- HK Udarnik (1945–1946)
- HK Triglav (1946–1947)
- HK Enotnost (1947–1948)
- HK Ljubljana (1948–1962)
- HK Olimpija Ljubljana (1962–2001)
- HDD Olimpija Ljubljana (2001-2017)

La squadra non va confusa con l'Hokejski Klub Olimpija (HK Olimpija, stesso nome che assunse l'HDD per 39 anni), squadra satellite fondata nel 2004, che dal 2017 disputa la Alps Hockey League e che, dopo il fallimento della squadra madre, è diventato il primo team di Lubiana.

## Palmarès
- Campionati jugoslavi: 13

1937, 1938, 1939, 1940, 1941, 1972, 1974, 1975, 1976, 1979, 1980, 1983 e 1984
- Campionati sloveni: 11

1995, 1996, 1997, 1998, 1999, 2000, 2001, 2002, 2003, 2004 e 2007
- Interliga: 2

2001 e 2002